# الخوف البارد (لعبة فيديو)
الخوف البارد (بالإنجليزية: Cold Fear)‏ هي لعبة فيديو تصويب من منظور الشخص الثالث في عام 2005 تم تطويرها بواسطة دارك وورك
ونشرتها يوبي سوفت لأجهزة بلاي ستيشن 2 وإكس بوكس ومايكروسوفت ويندوز. كانت أول لعبة رعب من يوبي سوفت، وثاني لعبة دارك وورك، بعد «الوحدة في الظلام: الكابوس الجديد» في عام 2001. وتتركز اللعبة على توم هانسن، عضو في خفر السواحل بالولايات المتحدة، والذي يأتي لمساعدة روسي صائد الحيتان في مضيق بيرينغ ويكتشف طفيليًا غامضًا حوّل الطاقم إلى مخلوقات تشبه الزومبي. اكتشاف تورط كل من المافيا الروسية ووكالة المخابرات المركزية، شرع هانسن في ضمان عدم وصول الطفيليات إلى الأرض.
تم الإعلان عن اللعبة لأول مرة في معرض الترفيه الإلكتروني (E3) في عام 2004. ولجعل السفينة لفة واقعية، كان على المطورين كتابة برنامج جديد تمامًا (أطلق عليه اسم «محرر دارك وايف») للسماح لهم بالتحكم في الحركة على المحورين الرأسي والأفقي. كما استخدموا فيزياء حقيقية لمحاكاة أنماط حركة الأجسام غير الحية على متن السفينة. نظرًا للطبيعة العشوائية التي تم إنشاؤها بواسطة هذا، تطلب شخصية اللاعب تسعة أضعاف كمية الرسوم المتحركة التي تُشاهد عادةً في ألعاب الشخص الثالث. في النهاية، احتوت اللعبة على أكثر من تسعمائة رسم متحرك منفصل لجميع الشخصيات، مما يسمح بأكثر من خمسة آلاف حركة شخصية ممكنة. تم تأليف الموسيقى التصويرية للعبة بواسطة توم سالتا، مع مساهمة مارلين مانسون بأغنية من ألبومه لعام 2003 «العصر الذهبي للغروتسك».

## اللعب
الخوف البارد هي لعبة رعب البقاء على قيد الحياة من منظور شخص ثالث يتم لعبها إما من منظور كاميرا ثابت لشخص ثالث أو من كاميرا فوق الكتف، اعتمادًا على تفضيلات اللاعب.
أعداء الرئيسية في اللعبة الروسية المرتزقة وأنواع مختلفة من غيبوبة تشبه المخلوقات المعروفة باسم «إكسوس» (المخلوقات بالعدوى عن طريق طفيلي الحي المعروفة باسم «إكسوسيل»). تتضمن إكسوس «إكسوموتانت» (مرتزقة مصابون بـ إكسوسيل) و«إكسوشايد» (مخلوقات يمكنها الرؤية تمامًا في الظلام) و«إكسوسبيكتر» (التي يمكن أن تتحول إلى شفافة لفترات قصيرة من الوقت) و«إكسوماس» (وهي قوية للغاية ولكنها مشوهة مخلوق تم إنشاؤه نتيجة تجربة فاشلة). يمكن إسقاط معظم الأعداء المصابين بطلقتين أو ثلاث طلقات، ولكن ما لم يتم تدمير الدماغ، فلن يموتوا، وسيهاجمون هانسن في النهاية مرة أخرى. يمكن للاعبين تدمير الدماغ إما عن طريق إطلاق النار على رأس العدو أو ضربهم أرضًا والدوس على رؤوسهم.  إذا اقترب عدو من هانسن، فيمكن للاعب تنفيذ ضربة حاسمة بالضغط على مجموعة من الأزرار.  تحمل جميع الإكسوس كائنًا خارجيًا واحدًا على الأقل بداخلها. عندما يتم قتل إكسو، قد يظهر إكسوسيل ويهاجم هانسن، أو إذا كان هناك أي جثث أخرى في المنطقة، فقم بإصابة تلك الجثة وإعادة تحريكها. إن الإكسوسيل سريعة، لكنها ضعيفة جدًا ويمكن قتلها بطلقة واحدة.
تمسك هانسن بدرابزين بيده اليسرى لمنع نفسه من الانزلاق عبر سطح الروح الشرقية، بينما كان يصوب مسدسًا على عدو قريب بيمينه. لاحظ أيضًا أن الكائن المتصل بالكابل يتأرجح بحرية في البيئة.
يتم تعيين النصف الأول من اللعبة على صائد حيتان في منتصف عاصفة، وتؤثر الظروف على سطح السفينة على درجة سيطرة اللاعب على هانسن. نظرًا لأن السفينة تتأرجح باستمرار من جانب إلى آخر، يصبح التصويب أكثر صعوبة، على الرغم من أن هانسن يمكن أن يمسك بحافة لتثبيت نفسه، إذا كان ذلك متاحًا.  في بعض الحالات، يمكن للسفينة أن تتأرجح لدرجة أن هانسن ينزلق نحو الحافة ويحتمل أن يسقط في البحر. هناك أيضًا العديد من المخاطر البيئية على سطح السفينة والتي تتفاعل مع حركة السفينة، مثل الأسلاك الكهربائية المتأرجحة والصناديق الموصولة بالحبال. إذا أصاب أي من هذه العناصر هانسن، فسوف يفقد صحته. يمكن أن تتسبب الأمواج التي تصطدم بسطح السفينة في تلف هانسن.
تتميز اللعبة أيضًا بمقياس المقاومة، والذي يتناقص مع قيام اللاعب بتنفيذ إجراءات معينة، مثل الجري، على الرغم من أن الجري غير ممكن عندما يكون في وضع فوق الكتف.  إذا سقط هانسن من على حافة السفينة، فيمكنه التمسك بالجانب طالما بقي لديه مقاومة، ولكن إذا لم يتسلق مرة أخرى بسرعة كافية، فسوف يسقط في المحيط.
لا تحتوي اللعبة على مخزون ولا يمكن تخزين العبوات الصحية أو الذخيرة. تُستخدم العبوات الصحية فور جمعها، ولا يمكن جمع ذخيرة أكثر من سعة السلاح المحدد. يمكن للاعبين العثور على حزم الذخيرة والصحة الموزعة في جميع أنحاء اللعبة في مواقع محددة مسبقًا وأيضًا عن طريق نهب أجساد الأعداء الذين سقطوا.

## الحبكة
تبدأ اللعبة مع نشر فريق نايفي سيل على صائد حيتان روسي، في مضيق بيرينغ. بينما يستكشف الفريق سطح السفينة، يتعرضون للهجوم والقتل من قبل كائنات غير مرئية تمزقهم حرفياً. بعد رؤية اختفاء فريقه، يأمر العميل الخاص لوكالة المخابرات المركزية، جيسون بينيت، الذي يشرف على المهمة من موقع آخر، أي سفينة حكومية أخرى في المنطقة بالتحقيق. تم التقاط دعوته من قبل سفينة خفر السواحل الأمريكية، يو أس سي جي سي رافينسوود، التي تتجه إلى الروح الشرقية. طاقم رافينسوود انقسموا إلى فرق، ولكن في غضون لحظات من الصعود على متن الطائرة، بقي واحد فقط؛ توم هانسن، جندي سابق في القوات الخاصة بـ الجيش الأمريكي، يخدم حاليًا في خفر سواحل الولايات المتحدة، الذي يسمع مقتل زملائه في السفينة عبر الراديو. يشرع في استكشاف السفينة وتحديد ما يحدث.
ومع ذلك، بمجرد دخوله إلى باطن الروح، هاجمه اثنان من الروس المذعورين، وأجبر على قتلهم. بينما يواصل الاستكشاف، يواجه عددًا كبيرًا من الروس المذعورين، وجميعهم يهاجمونه. وقال انه يرى أيضا العديد من الجثث المشوهة مروع، بما في ذلك من رافينزوود " قائد الصورة، الملازم لانسينغ. سرعان ما علم هانسن بمخلوق يُعرف باسم "إكسوسيل"، والذي اكتشفه طاقم منصة النفط الروسية، نجمة سخالين، التي يملكها العقيد دميتري يوسوبوف، وهو عضو في المافيا الروسية، ويعمل بها الرائد يوري أنيشينكو. وفريقه من المرتزقة.  جاء يوسوبوف ليدرك أن الإكسوسيل كانت الكائنات الطفيلية، والتي تستخدم الكائنات الحية الأخرى والمضيفين، وعلى هذا النحو، حضر الدكتور فيكتور كامسكي إلى سخالين لبدء تجريب اصابة الأنواع المختلفة مع إكسوسيل المصل. أدت هذه التجارب إلى اكتشاف أن إكسوسيل يمكن أن تعيد تنشيط البشر المتوفين حديثًا، وخلق ترياق لمواجهة العدوى.  يتوجه هانسن إلى غرفة الراديو لطلب المساعدة، ولكن بدلاً من ذلك أجاب عليه بينيت، الذي أخبره أن يوسوبوف موجود على متن الطائرة ويجب القبض عليه للاستجواب. أخبر بينيت هانسن أنه إذا وجد يوسوبوف، فإن وكالة المخابرات المركزية ستخرجه من السفينة.
يحدد هانسن مكان يوسوبوف، الذي أخبره أن آنا كامسكي، ابنة فيكتور، موجودة على متن السفينة ويجب إنقاذها. أحضرها يوسوبوف إلى سخالين لابتزاز فيكتور وتحويله إلى أسلحة بيولوجية. في النهاية، بدأ فيكتور وزميله، الدكتور بافل باخاريف، في تجربة عدوى بشرية حية، وكانت الروح الشرقية في طريقها من سخالين لجمع الدفعة التالية من العينات البشرية التي قدمتها المافيا عندما حدث تفشي إكسوسيل. ثم انفجر إكسوسيل من صدر يوسوبوف، مما أدى إلى مقتله. يجد هانسن آنا، التي تخبرهم أنه يجب عليهم الذهاب إلى غرفة الراديو والاتصال بوالدها. اتصلوا بالمنصة، لكن باخاريف أخبر آنا أن كامسكي مفقودة ويتوسل معها بعدم العودة. تقول لا، وتقول لبخاريف إنها ستراه قريباً. يعيدون السفينة إلى الخلف نحو سخالين، لكن لأن البحار شديدة القسوة، لا يمكنهم الالتحام بالمنصة. على هذا النحو، يتوجهون إلى عش الغراب ويقفزون من السفينة عندما تصطدم بالحفار. يقوم هانسن بالقفز، لكن آنا تسقط في البحر.
سرعان ما يجد هانسن باخاريف، الذي أخبره أنه لتعطيل جهاز التشويش اللاسلكي حول المنصة حتى يتمكن من الاتصال ببينيت، سيحتاج إلى أنيشينكو لتجاوزه ماسح شبكية العين. ثم يُجر باخاريف إلى مجرى هواء ويقتل. يتعلم هانسن أن كامسكي وباخاريف كانا تحت أوامر بجعل إكسوسيل خطرة قدر الإمكان، وهو ما نجحوا في القيام به، ولكن دون أي وسيلة للسيطرة على المخلوقات الناتجة. يكتشف هانسن ويقتل أنيشينكو، ويخرج عينه ويستخدمها لإلغاء تنشيط جهاز تشويش الراديو. بمجرد اتصاله بـ بينيت، قيل لهان إنه يجب عليه العثور على الكمبيوتر المحمول الخاص بكامسكي وإرسال أبحاث اكسوسيل. في هذه الأثناء، يتم إنقاذ آنا من البحر بواسطة مخلوق كبير وتركها في المختبر، حيث أصيبت بطرد خارجي. عند رؤية هذا يحدث على شاشة أمنية، يهرع هانسن إلى المختبر لإعطاء آنا الترياق.
إنه يصل إليها في الوقت المناسب ويعطي الترياق قبل أن تنتشر العدوى. ثم اتصل به بينيت وجعله هانسن يعده بأنه إذا أعطى بينيت البحث، فإن بينيت سينقذ آنا. سرعان ما اكتشف أن كامسكي قد أصاب نفسه بسلالة من الحمض النووي إكسوسيل، ويود الآن أن يفعل الشيء نفسه مع آنا.  وجد هانسن حاسوب كامسكي المحمول ونقل بيانات الترياق إلى بينيت، لكن لا شيء آخر. بينما يوبخ بينيت الغاضب هانسن، وافق هو وآنا على تفجير الحفارة باستخدام سي فور. عندما قام هانسن بتوجيه الاتهامات، علم أن كامسكي قد أصيب بجنون تام؛ بعد أن أصاب نفسه بمصل إكسوسيل، فأطلق سراح المسجونين على الحفارة وزرع مجموعة من إكسوسيل على الروح الشرقية. ثم اختبأ في انتظار تحوله.  عندما زرع هانسن جميع الشحنات، توجه إلى مهبط طائرات الهليكوبتر لمقابلة آنا. قبل أن يتمكنوا من الإقلاع، يتعرضون للهجوم من قبل كامسكي المتحور؛ نفس المخلوق الذي أنقذ آنا من البحر. كامسكي في أمس الحاجة لأن تبقى آنا معه على المنصة، لكن هانسن قادر على قتاله وقتله. ثم هرب هو وآنا في مروحية بينما تنفجر الحفارة تحتهما.

## التطوير
تم الإعلان عن الخوف البارد لأول مرة في أي ثري في عام 2004 عندما تم إدراج العنوان في قائمة الألعاب القادمة. وفقًا لشركة سوني، تم تعيين لعبة نامكو لنشرها.  في 6 أكتوبر، أعلنت شركة يوبيسوفت أنها ستنشر لعبة داركوورك المطورة في مارس 2005 لأجهزة بلاي ستايشن 2 واكس بوكس وبي سي.  ستكون اللعبة هي أول لعبة رعب من يوبيسوفت، ولعبة دارك وورك الثانية بعد لعبة وحدة في الظلام: الكابوس الجديد في عام 2001.  تم إصدار نسخة تجريبية قابلة للعب في ديسمبر.
لجعل الروح الشرقية تتدحرج بشكل واقعي في العاصفة، كان على المطورين كتابة برنامج جديد تمامًا. ووجدوا أن تحريك السفينة كان أمرًا سهلاً، لكن جعلها تستجيب لظروف العواصف كان أكثر تعقيدًا. على هذا النحو، قاموا بإنشاء محرر لفة كامل، يسمى محرر دارك وايف، والذي سمح لهم بالتحكم في الملعب (عندما تتحرك السفينة على المحور الأفقي) واللفافة (عندما تتحرك على المحور الرأسي) بشكل منفصل. سمح الجمع بين تحريك السفينة على كلا المحورين للمطورين بإنشاء حركات سفينة واقعية.  وهذا بدوره سمح لهم بتحديد توقيت الحركة الدقيقة للسفينة لتتزامن مع ما كان يحدث في اللعبة دون الحاجة إلى استخدام مشهد سينمائي. ومع ذلك، أدى إنشاء مثل هذا النظام الواقعي للحركة إلى مشاكل في الكاميرا.
«الخوف البارد هي لعبة رعب حركية ومذهلة بصريًا. إنها تمزج بعضًا مما تتوقعه من هذا النوع مع نظام كاميرا فريد وعالم يتأرجح مع الأمواج. والنتيجة هي لعبة مهيأة للتغيير النوع».
أثرت الحركة المستمرة للسفينة أيضًا على الرسوم المتحركة للشخصية. بمجرد أن تصل حركة السفينة إلى زاوية معينة، يبدأ هانسن وأي شخصيات أخرى على ظهر السفينة في الانزلاق، وعليهم التعويض في أي اتجاه كان ضروريًا بالنسبة إلى موقعهم. وفقًا للمبرمج ليفاستر، فإن هذا يعني أن هانسن احتاج إلى تسعة أضعاف الرسوم المتحركة التي تُشاهد عادةً في ألعاب الشخص الثالث (الوسط والأمام والخلف واليسار واليمين وأربعة مواقع وسيطة). في النهاية، كان لدى هانسن مائتان وخمسون رسوم متحركة منفصلة، وكان لدى معظم الشخصيات غير المشغلة مائة وخمسين.  وفقًا لأنطونين ديلبوي، مصمم الرسوم المتحركة الرئيسي في اللعبة، «تم اتخاذ جميع القرارات الفنية لصالح الرسوم المتحركة، من حيث الجودة والكمية، وهو أمر نادر جدًا في هذا النوع من المشاريع.» تم إنتاج الرسوم المتحركة الأساسية باستخدام برنامج ثري دي ستوديو ماكس. ثم تم استخدام الحركة العكسية لإنشاء الرسوم المتحركة ذات الاتجاهات التسعة، مع قيام المحرك بحساب مستوى تعويض الشخصية اعتمادًا على زاوية السفينة. تتكون كل حركة شخصية من الرسوم المتحركة الأساسية والرسوم المتحركة التعويضية، ويقول ديلبوي إنه في المجموع، تحتوي اللعبة على أكثر من تسعمائة من الرسوم المتحركة، مما يسمح بأكثر من خمسة آلاف حركة ممكنة.  صرح ليفاستر أن «التفاعل بين العاصفة والشخصيات الموجودة على سطح السفينة يخلق أحيانًا بعض اللحظات المذهلة حقًا. علاوة على ذلك، تمكنا من تقديم بعض مشاهد الحركة المكثفة التي تعرض أعداء أكثر بكثير من معظم ألعاب الرعب.»

### موسيقى
في 3 فبراير 2005، أعلنت شركة يوبيسوفت أن مارلين مانسون تساهم بأغنية في اللعبة. «استخدم قبضة يدك وليس فمك»، من ألبومه عام 2003 العصر الذهبي للبشع.
في 22 فبراير، كشفت يوبيسوفت أن الموسيقى التصويرية كانت من تأليف توم سالتا.  تم التعاقد مع سالتا في نوفمبر 2004، مع تقديم أول مسار مكتمل له في 16 نوفمبر. تم تسليم النتيجة النهائية في 23 ديسمبر. وفقًا لسالتا، كان عليه أن يؤلف أكثر من عشرين مقطوعة فردية مختلفة بالإضافة إلى الموسيقى لتسعة مشاهد. «انتهى به الأمر إلى أن تكون أكثر من ساعة من الموسيقى التي قمت بتلحينها في أقل من ستة أسابيع.»

## استقبال اللعبة
| العارض     | نتيجة        | نتيجة  | نتيجة    |
| العارض     | جهاز كمبيوتر | PS2    | اكس بوكس |
| ---------- | ------------ | ------ | -------- |
| ميتاكريتيك | 66/100       | 68/100 | 71/100   |

| النشر                         | نتيجة        | نتيجة    | نتيجة    |
| النشر                         | جهاز كمبيوتر | PS2      | اكس بوكس |
| ----------------------------- | ------------ | -------- | -------- |
| يوروجامير                     |              |          | 5/10     |
| غايم ريفولوشن                 |              | ب-       | ب-       |
| جيم سبوت                      |              | 6.9 / 10 | 7.2 / 10 |
| غايم سباي                     |              |          |          |
| اي جي أن                      |              | 7.2 / 10 | 7.6 / 10 |
| أو بي أم (الولايات المتحدة)   |              |          |          |
| أو اكس أم (الولايات المتحدة)  |              |          | 8.1 / 10 |
| بيسي غايمي (الولايات المتحدة) | 81٪          |          |          |

تلقت لعبة الخوف الباردتقييمات مختلطة أو متوسطة" على جميع المنصات الثلاثة ؛ وتحمل نسخة بلاي ستيشن 2 درجة إجمالية من 68 من أصل 100 على ميتاكريتيك، استنادا إلى تسعة وثلاثين استعراض،  ونسخة إكس بوكس 71 من أصل 100، على أساس واحد وأربعين استعراض،  ونسخة بي سي 66 من من 100، بناءً على ثلاثة عشر مراجعة.
لم يكن كريستان ريد من يورو غايمر متأثرا باللعبة، واصفا إياها بأنها «نصف مخبوزة قليلا». وأشاد بافتتاح اللعبة، مجادلًا بأن اللاعب، مثل هانسن نفسه، يشعر بإحساس قوي بالارتباك لأنهم اعتادوا أن يكونوا على متن السفينة وسط عاصفة. ومع ذلك، فقد شعر أن الافتتاح القوي سرعان ما يفسح المجال للكليشيهات. كان ينتقد بشدة عدم وجود خريطة، بحجة أنه نظرًا لأن جميع البيئات تبدو متشابهة، فإن الضياع هو حدث منتظم.  سجلت كاري جوسكوس من غايم سبوت إصدار بلاي ستايشن 2 6.9 من 10 واكس بوكس الإصدار 7.2 من 10. وقالت «الخوف البارد هي مشتقة ويمكن التنبؤ بها، وهو أمر مؤسف بالنظر إلى أنها، في بعض الأحيان، لعبة حركة ممتعة.» على الرغم من أنها أشادت بالمشاهد الخارجية على القارب، إلا أنها شعرت أنه لم يكن هناك ما يكفي منها، مع وجود العديد من«المواقع الداخلية العامة.» كما أنها كانت تنتقد بشدة عدم وجود خريطة وميزة الحفظ التلقائي، وشعرت أن نقاط الحفظ موزعة بشكل غير متساو.
سجل ويل تاتيل من غايم سباي إصدار بلاي ستايشن 2 3 من 5 وإصدار اكس بوكس 3.5 من 5. وأشاد بالإعداد والجو والكاميرا التي تعلو الكتف، لكنه انتقد عدم وجود خريطة. قال: «في حين أنها لن تطيح بـ ريسيدانت إيفل 4 بصفتها ملك كل ألعاب الرعب، فإن الخوف البارد هي لعبة مثيرة صغيرة.»  أعطى جي بي هوره من غايم ريفولوشن اللعبة ب-. هو أيضًا انتقد طول اللعبة، وعدم وجود خريطة وميزة الحفظ التلقائي، والتي وجدها عشوائية للغاية. وأشاد بالرسوماتوصحيح، لكنه خلص إلى أنه «مع الكثير من الاهتمام بالبيئات، كادت دارك وورك تقدم لعبة رائعة. لسوء الحظ، إنها نصف لعبة رائعة فقط [...] تشعر النهاية بالإضافة إلى العديد من الأجزاء على طول الطريق بالاندفاع.»  سجل إد لويس من آي جي أن إصدار بلاي ستايشن 2 7.2 من 10  وإصدار اكس بوكس 7.6 من 10. أشاد بالكاميرا التي تغطي الكتف والإعداد، لكنه انتقد أيضًا عدم وجود خريطة.

### مبيعات
قوبلت اللعبة بأرقام مبيعات سيئة للغاية. بحلول فبراير 2006، باعت 70000 وحدة فقط عبر جميع المنصات الثلاثة في الولايات المتحدة.

### فيلم للتعويض
في أبريل 2006، ذكرت فاريتي أن أفاتار فيلمز وسيكريتاجنت برودكشن قد اشتركا في شراء حقوق فيلم روائي مقتبس من اللعبة.  ومع ذلك، لم تحدث تطورات أخرى منذ ذلك الحين، ويفترض أن المشروع قد تم إلغاؤه.